# Nowe Gorzycko
Nowe Gorzycko – wieś w Polsce, położona w województwie lubuskim, w powiecie międzyrzeckim, w gminie Pszczew.

## Podział wsi
| SIMC    | Nazwa   | Rodzaj     |
| ------- | ------- | ---------- |
| 0186051 | Brzeźno | przysiółek |

Ne terenie wsi znajduje się niewielkie jezioro Gorzycko.

## Historia
Miejscowość pierwotnie związana była z Wielkopolską. Ma metrykę średniowieczną i istnieje co najmniej od XV wieku. Wymieniona po raz pierwszy w 1424 pod nazwą Gorziczsko, 1434 Goriczsko Nowe, 1436 Gorziczsco, 1442 Malegorziczsko, 1443 Gorziczsko Nowe, 1446 Nowa Gorzyczsky, Nowa Gorzyczsko, 1494 Nowa Gorzyczko, 1508 Gorziczko Nowe, 1509 Goriczko Nove, 1580 Gorzicko, 1944 Neugörzig.
Miejscowość była wsią szlachecką należącą do lokalnych rodów szlachty wielkopolskiej Niewierskich i Gorzyckich. W 1446 leżała w powiecie poznańskim Korony Królestwa Polskiego. W 1443 należała do parafii Pszczew, a w 1580 w parafii Wierzbno.
Pierwszy raz miejscowość odnotowana została w 1424 w dokumencie wystawionym dla sołtysa wsi Szarcz, w którym wspomniano łąkę pod lasem, która ciągnęła się aż do wsi Nowe Gorzycko.
W połowie XV wieku właścicielem Nowego Gorzycka stał się Sędziwój Niewierski posiadający również Niewierzę oraz Wierzbno. W 1446 w wyniku podziału dóbr między synami Bodzęty Niewierskiego - Dobrogostem Wierzbieńskim, Mikołajem Niewierskim oraz Sędziwojem z Gorzycka ten ostatni otrzymał od braci części we wsiach Gorzycko i Nowe Gorzycko.
Miejscowość wspominały również historyczne dokumenty podatkowe. W 1509 miał miejsce pobór z 10,5 łana, z karczmy 3 grosze. W 1563 pobrano podatki z 8 łanów, dwóch karczm dorocznych oraz od kowala. W 1564 we wsi odnotowano 8 łanów. W 1577 płatnikami poboru we wsi byli Gorzyccy. W 1580 z części Stanisława Gorzyckiego pobrano podatki z 4 łanów, 2 zagrodników, pasterza wypasającego 15 owiec, karczmy na półłanku. Natomiast z części Jana Gorzyckiego pobrano podatki od 4 łanów, 4 zagrodników, pasterza oraz 25 owiec. W 1486 Katarzyna Niewierska z synami Stanisławem oraz Mikołajem dziedzicami niedzielnymi Nowego Gorzycka sprzedali Mścichowi Buszewskiemu 12 łanów osiadłych we wsi za 150 grzywien z zastrzeżeniem prawa wykupu. W 1494 dziedzice w Wierzbnie Mikołaj i Stanisław Niewierscy bracia niedzielni, sprzedali Sędziwojowi Mylińskiemu 12 grzywien czynszu rocznego na Nowym Gorzycku za 100,5 grzywien szer. półgroszy z zastrzeżeniem prawa wykupu. 
W latach 1975–1998 wieś administracyjnie należała do województwa gorzowskiego.